# Une femme qui tombe du ciel

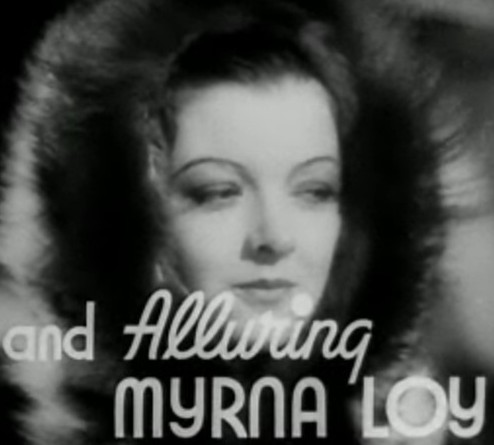
Myrna Loy dans "Une femme qui tombe du ciel", en 1936

Une femme qui tombe du ciel  (Petticoat Fever) est un film américain réalisé par George Fitzmaurice, sorti en 1936.

## Synopsis
Dascom Dinsmore est opérateur radio dans une base de l'Alaska et s'ennuie à mourir. Il commence à devenir fou à force de ne pas voir une femme. Lorsqu'un aviateur fait un atterrissage d'urgence près de sa base, et que Dascom découvre qu'il est accompagné d'une jeune femme ravissante, Irene, il tombe amoureux et va tout faire pour que cette dernière reste avec lui.

## Fiche technique
- Titre : Une femme qui tombe du ciel
- Titre original : Petticoat Fever
- Réalisation : George Fitzmaurice
- Scénario : Harold Goldman
- Chef-opérateur :
- Producteur : Frank Davis
- Musique : William Axt
- Montage : Fredrick Y. Smith
- Direction artistique : Cedric Gibbons
- Costumes : Dolly Tree
- Pays d'origine : États-Unis
- Format : Noir et Blanc
- Genre : Comédie romantique
- Durée : 80 minutes
- Date de sortie :
  - États-Unis : 1936
- Affiche : Jacques Bonneaud (France)

## Distribution
- Robert Montgomery (VF : Christian-Gérard) : Dascom Dinsmore
- Myrna Loy (VF : Hélène Gerber) : Irene Campton
- Reginald Owen (VF : Émile Drain) : Sir James Felton
- Winifred Shotter : Clara Wilson
- Otto Yamaoka : Kimo
- George Hassell : Captain Landry
- Forrester Harvey : Scotty
- Irving Bacon : Carl
- Bo Ching : Big Seal
- Iris Yamaoka : Little Seal